# 야후! 재팬
야후! 재팬 코퍼레이션(영어: Yahoo! Japan Corporation, 일본어: ヤフー株式会社)는 일본의 최대 포털 사이트이자 세계에서 유일하게 독자운영하고 있는 야후사이트인 야후! 재팬의 운영사이었다. 1996년 4월 22일에 야후!와 소프트뱅크가 공동으로 출자하였다. 2019년 10월 포털서비스 이름은 그대로 둔채로 기업 사명을 Z 홀딩스(영어: Z Holdings Corporation 제트 홀딩스 코포레이션[*])로 바꾸었으며, 곧 대한민국 네이버의 일본 현지 법인인 LINE 주식회사와 합병하였다.

## 상세

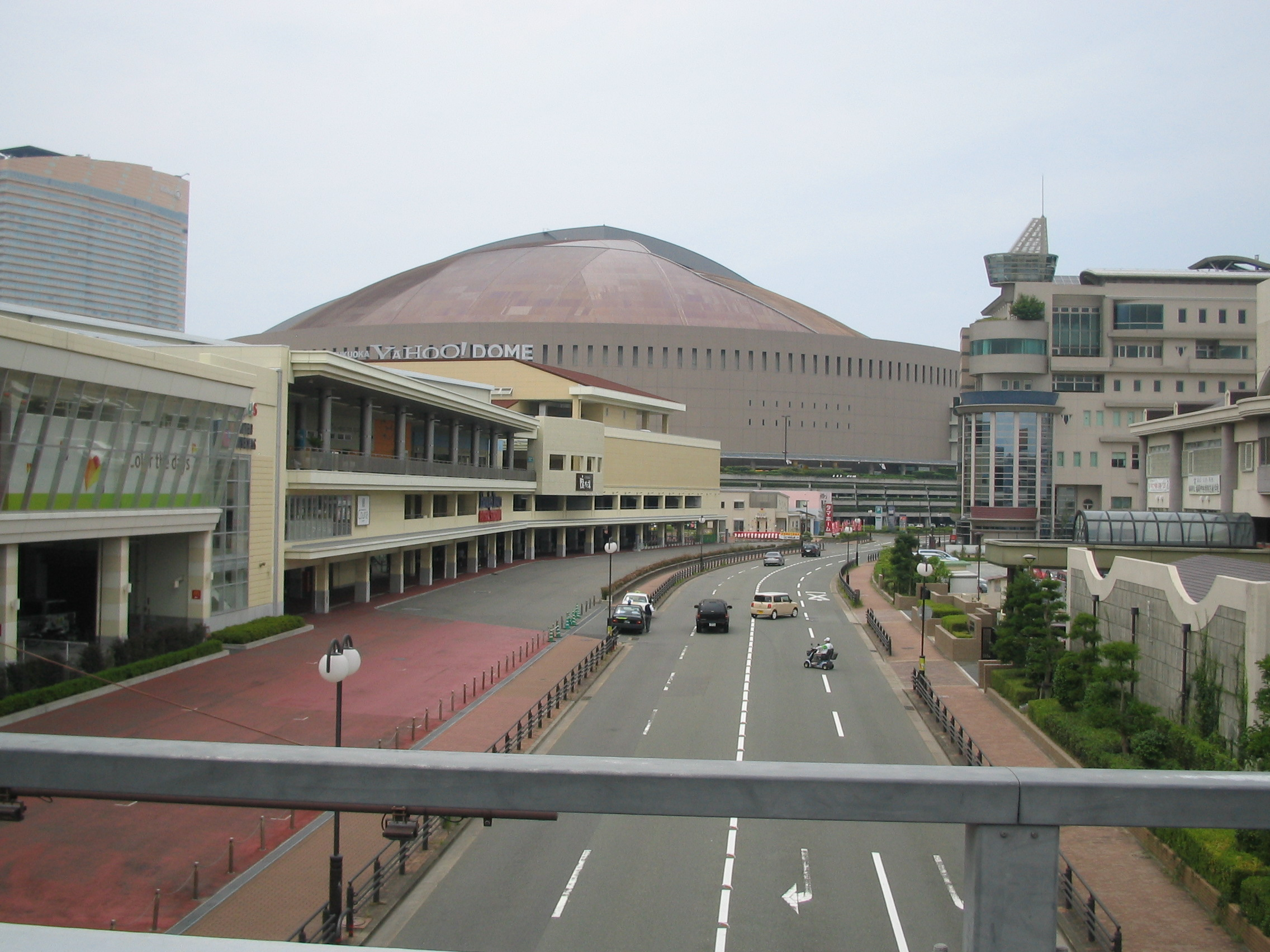
후쿠오카 야후! 재팬 돔

2001년부터 현재까지 일본 포털 사이트 점유율 1위를 독주하고 있다.
야후!가 아닌 소프트뱅크가 최대 주주이기 때문에, 다른 국가의 야후!와는 달리 사실상 독자적으로 운영되고 있으며, 전 세계에서 유일하게 전자 우편 서비스인 야후! 메일, 메신저 서비스 야후! 메신저 등이 다른 나라와 완전히 별개로 운영되는 야후! 재팬 법인이다. 다른 나라의 경우 언어 설정만 바꾸면 전자 우편과 메신저, 일정 등 대부분의 서비스가 연동된다. 야후! 재팬 홈페이지의 변화 역시 다른 나라의 야후! 홈페이지의 변화와 사실상 무관하다. 그러나 기반이 되는 소스코드가 같으므로 포털 내부 서비스의 주소체계는 유사하다.
후쿠오카 소프트뱅크 호크스의 홈 구장인 후쿠오카 돔의 명명권은 2005년에 획득하였으며, 이후 후쿠오카 돔은 '후쿠오카 야후! 재팬 돔'(현 페이페이돔)으로 불리고 있다.
2009년에 야후!가 자체 검색 엔진을 포기하고, 빙 검색 엔진을 적용하기 시작했는데, 야후! 재팬만 검색 엔진을 구글 검색 엔진으로 채택했다.
2019년 10월 사명을 Z 홀딩스로 변경했다. 2019년 11월 18일 Z 홀딩스는 한국 네이버의 일본법인 LINE 주식회사와 경영통합에 합의했다. 양사의 합작회사는 Z 홀딩스 모회사 소프트뱅크 그룹과 라인 모회사 네이버가 각각 50%씩 동등한 의결권을 보유하기로 하였다.

## 같이 보기
- 웹 검색 엔진